# Resolutie 831 Veiligheidsraad Verenigde Naties
Resolutie 831 van de Veiligheidsraad van de Verenigde Naties is op 27 mei 1993 aangenomen door de
VN-Veiligheidsraad met veertien stemmen
voor en de onthouding van Pakistan.

## Achtergrond
Nadat in 1964 geweld was uitgebroken tussen de Griekse- en Turkse bevolkingsgroep op Cyprus stationeerden
de VN de UNFICYP-vredesmacht op het eiland. Die macht wordt sindsdien om het half jaar verlengd. In 1974
bezette Turkije het noorden van Cyprus na een Griekse poging tot staatsgreep. In 1983
werd dat noordelijke deel met Turkse steun van Cyprus afgescheurd. Midden 1990 begon het toetredingsproces van
(Grieks-)Cyprus tot de Europese Unie maar de EU erkent de Turkse Republiek Noord-Cyprus niet.

## Inhoud

### Waarnemingen
De Veiligheidsraad bevestigde dat de verlenging van het mandaat van de UNFICYP-vredesmacht in Cyprus
om de zes maanden moest worden bekeken. Ze benadrukte het belang van vrijwillige bijdragen aan
VN-vredesoperaties, snelle vooruitgang naar een oplossing voor Cyprus en de uitvoering van
maatregelen om daar vertrouwen op te bouwen. Opnieuw werden beide zijden opgeroepen om mee te werken aan de
ontmanning van de smalle delen van de VN-bufferzone. Het huidige status quo was onaanvaardbaar en de VN mochten
niet betrokken zijn bij een uitzichtloze situatie.

### Handelingen
De Veiligheidsraad waardeerde de vrijwillige bijdragen die waren gedaan of toegezegd aan UNFICYP. Ze wilde de
vredesmacht zo veel mogelijk op dergelijke vrijwillige bijdragen laten werken. Vanaf de volgende verlenging van
de vredesmacht zouden de kosten die niet door vrijwillige bijdragen werden gedekt als onkost van de Verenigde
Naties worden gezien. Ook moest UNFICYP geherstructureerd worden moet toevoeging van een beperkt aantal
waarnemers. De partijen moesten ervoor zorgen dat de spanningen verminderden en de operatie bijstaan zodat
het aantal buitenlandse troepen in en de defensie-uitgaven van Cyprus sterk konden worden verminderd.
Bij de verlenging van het UNFICYP's mandaat in december zouden de operatie en de gemaakte vooruitgang in Cyprus
grondig herbekeken worden. De Secretaris-Generaal werd gevraagd
één maand tevoren een rapport in te dienen over de gehele situatie.

## Verwante resoluties
- Resolutie 789 Veiligheidsraad Verenigde Naties (1992)
- Resolutie 796 Veiligheidsraad Verenigde Naties (1992)
- Resolutie 839 Veiligheidsraad Verenigde Naties
- Resolutie 889 Veiligheidsraad Verenigde Naties

Lijst ·  800 ·  801 ·  802 ·  803 ·  804 ·  805 ·  806 ·  807 ·  808 ·  809 ·  810 ·  811 ·  812 ·  813 ·  814 ·  815 ·  816 ·  817 ·  818 ·  819 ·  820 ·  821 ·  822 ·  823 ·  824 ·  825 ·  826 ·  827 ·  828 ·  829 ·  830 ·  831 ·  832 ·  833 ·  834 ·  835 ·  836 ·  837 ·  838 ·  839 ·  840 ·  841 ·  842 ·  843 ·  844 ·  845 ·  846 ·  847 ·  848 ·  849 ·  850 ·  851 ·  852 ·  853 ·  854 ·  855 ·  856 ·  857 ·  858 ·  859 ·  860 ·  861 ·  862 ·  863 ·  864 ·  865 ·  866 ·  867 ·  868 ·  869 ·  870 ·  871 ·  872 ·  873 ·  874 ·  875 ·  876 ·  877 ·  878 ·  879 ·  880 ·  881 ·  882 ·  883 ·  884 ·  885 ·  886 ·  887 ·  888 ·  889 ·  890 ·  891 ·  892